# Sabri Raheel
Sabri Raheel, scritto anche Rahil (in arabo صبري رحيل‎?; Fayoum, 2 ottobre 1987), è un calciatore egiziano, difensore dell'Al-Ittihad Alessandria.

## Caratteristiche tecniche
È un terzino sinistro.

## Carriera

### Club
Muove i suoi primi passi nelle giovanili del Misr Lel Makasa. Dopo aver trascorso quattro anni dallo Zamalek, nel 2013 si accorda a parametro zero con l'Al-Ahly. Con l'arrivo in rosa di Ali Maâloul perde il posto da titolare. Il 6 gennaio 2019 firma un contratto di due anni e mezzo con l'Al-Ittihad Alessandria.

### Nazionale
Esordisce in nazionale il 30 agosto 2014 contro il Kenya in amichevole.

## Statistiche

### Presenze e reti nei club
Statistiche aggiornate al 19 dicembre 2022.
| Stagione                      | Squadra                       | Campionato                    | Campionato | Campionato | Coppe nazionali | Coppe nazionali | Coppe nazionali | Coppe continentali | Coppe continentali | Coppe continentali | Altre coppe | Altre coppe | Altre coppe | Totale | Totale |
| Stagione                      | Squadra                       | Comp                          | Pres       | Reti       | Comp            | Pres            | Reti            | Comp               | Pres               | Reti               | Comp        | Pres        | Reti        | Pres   | Reti   |
| ----------------------------- | ----------------------------- | ----------------------------- | ---------- | ---------- | --------------- | --------------- | --------------- | ------------------ | ------------------ | ------------------ | ----------- | ----------- | ----------- | ------ | ------ |
| gen.-giu. 2009                | Zamalek                       | PL                            | 12         | 1          | CE              | 0               | 0               | -                  | -                  | -                  | SE          | -           | -           | 12     | 1      |
| 2009-2010                     | Zamalek                       | PL                            | 15         | 0          | CE              | 2               | 0               | -                  | -                  | -                  | -           | -           | -           | 17     | 0      |
| 2010-2011                     | Zamalek                       | PL                            | 3          | 0          | CE              | 0               | 0               | CCL                | 0                  | 0                  | -           | -           | -           | 3      | 0      |
| 2011-2012                     | Zamalek                       | PL                            | 5          | 0          | -               | -               | -               | CCL                | 5                  | 0                  | -           | -           | -           | 10     | 0      |
| 2012-2013                     | Zamalek                       | PL                            | 12         | 0          | CE              | 1               | 0               | CCL                | 5                  | 0                  | -           | -           | -           | 18     | 0      |
| Totale Zamalek                | Totale Zamalek                | Totale Zamalek                | 47         | 1          |                 | 3               | 0               |                    | 10                 | 0                  |             | -           | -           | 60     | 1      |
| 2013-2014                     | Al-Ahly                       | PL                            | 7+3        | 0          | CE              | 2               | 0               | CCL+CC             | 0+9                | 0                  | SA+Cmc      | 0           | 0           | 21     | 0      |
| 2014-2015                     | Al-Ahly                       | PL                            | 18         | 0          | CE              | 1               | 0               | CCL+CC             | 0+9                | 0                  | SE+SA       | 1+0         | 0           | 29     | 0      |
| 2015-2016                     | Al-Ahly                       | PL                            | 29         | 0          | CE              | 2               | 0               | CCL                | 9                  | 0                  | SE          | 1           | 0           | 41     | 0      |
| 2016-2017                     | Al-Ahly                       | PL                            | 7          | 0          | CE              | 2               | 0               | CCL                | 1                  | 0                  | SE          | 0           | 0           | 10     | 0      |
| 2017-2018                     | Al-Ahly                       | PL                            | 17         | 0          | CE              | 2               | 0               | ACC+CCL            | 1+2                | 0                  | SE          | 0           | 0           | 22     | 0      |
| 2018-gen. 2019                | Al-Ahly                       | PL                            | 1          | 0          | CE              | 0               | 0               | ACC+CCL            | 1+0                | 0                  | SE          | 0           | 0           | 2      | 0      |
| Totale Al-Ahly                | Totale Al-Ahly                | Totale Al-Ahly                | 79+3       | 0          |                 | 9               | 0               |                    | 32                 | 0                  |             | 2           | 0           | 125    | 0      |
| gen.-giu. 2019                | Al-Ittihad Alessandria        | PL                            | 2          | 0          | CE              | 0               | 0               | ACC                | 0                  | 0                  | -           | -           | -           | 2      | 0      |
| 2019-2020                     | Al-Ittihad Alessandria        | PL                            | 13         | 0          | CE              | 1               | 0               | ACC                | 0                  | 0                  | -           | -           | -           | 14     | 0      |
| 2020-2021                     | Al-Ittihad Alessandria        | PL                            | 16         | 0          | CE              | 1               | 0               | -                  | -                  | -                  | -           | -           | -           | 17     | 0      |
| 2021-2022                     | Al-Ittihad Alessandria        | PL                            | 33         | 0          | CE              | 0               | 0               | -                  | -                  | -                  | -           | -           | -           | 33     | 0      |
| 2022-2023                     | Al-Ittihad Alessandria        | PL                            | 8          | 0          | CE              | 0               | 0               | -                  | -                  | -                  | -           | -           | -           | 8      | 0      |
| Totale Al-Ittihad Alessandria | Totale Al-Ittihad Alessandria | Totale Al-Ittihad Alessandria | 72         | 0          |                 | 2               | 0               |                    | 0                  | 0                  |             | -           | -           | 74     | 0      |
| Totale carriera               | Totale carriera               | Totale carriera               | 201        | 1          |                 | 14              | 0               |                    | 42                 | 0                  |             | 2           | 0           | 259    | 1      |

### Cronologia presenze e reti in nazionale
| Cronologia completa delle presenze e delle reti in nazionale ― Egitto | Cronologia completa delle presenze e delle reti in nazionale ― Egitto | Cronologia completa delle presenze e delle reti in nazionale ― Egitto | Cronologia completa delle presenze e delle reti in nazionale ― Egitto | Cronologia completa delle presenze e delle reti in nazionale ― Egitto | Cronologia completa delle presenze e delle reti in nazionale ― Egitto | Cronologia completa delle presenze e delle reti in nazionale ― Egitto | Cronologia completa delle presenze e delle reti in nazionale ― Egitto |
| Data                                                                  | Città                                                                 | In casa                                                               | Risultato                                                             | Ospiti                                                                | Competizione                                                          | Reti                                                                  | Note                                                                  |
| --------------------------------------------------------------------- | --------------------------------------------------------------------- | --------------------------------------------------------------------- | --------------------------------------------------------------------- | --------------------------------------------------------------------- | --------------------------------------------------------------------- | --------------------------------------------------------------------- | --------------------------------------------------------------------- |
| 30-8-2014                                                             | Aswan                                                                 | Egitto                                                                | 1 – 0                                                                 | Kenya                                                                 | Amichevole                                                            | -                                                                     |                                                                       |
| 15-11-2014                                                            | Il Cairo                                                              | Egitto                                                                | 0 – 1                                                                 | Senegal                                                               | Qual. Coppa d'Africa 2015                                             | -                                                                     |                                                                       |
| 19-11-2014                                                            | Monastir                                                              | Tunisia                                                               | 2 – 1                                                                 | Egitto                                                                | Qual. Coppa d'Africa 2015                                             | -                                                                     |                                                                       |
| 14-11-2015                                                            | N'Djamena                                                             | Ciad                                                                  | 1 – 0                                                                 | Egitto                                                                | Qual. Mondiali 2018                                                   | -                                                                     |                                                                       |
| 17-11-2015                                                            | Alessandria d'Egitto                                                  | Egitto                                                                | 4 – 0                                                                 | Ciad                                                                  | Qual. Mondiali 2018                                                   | -                                                                     |                                                                       |
| 29-1-2016                                                             | Aswan                                                                 | Egitto                                                                | 2 – 0                                                                 | Libia                                                                 | Amichevole                                                            | -                                                                     | 46’                                                                   |
| 27-2-2016                                                             | Alessandria d'Egitto                                                  | Egitto                                                                | 2 – 0                                                                 | Burkina Faso                                                          | Amichevole                                                            | -                                                                     | 46’                                                                   |
| Totale                                                                |                                                                       | Presenze                                                              | 7                                                                     |                                                                       | Reti                                                                  | 0                                                                     |                                                                       |

## Palmarès

### Club

#### Competizioni nazionali
- Campionato egiziano: 4

Al-Ahly: 2013-2014, 2015-2016, 2016-2017, 2017-2018
- Coppa d'Egitto: 2

Zamalek: 2012-2013
Al-Ahly: 2016-2017
- Supercoppa d'Egitto: 3

Al.Ahly: 2014, 2015, 2017

#### Competizioni internazionali
- Supercoppa CAF: 1

Al-Ahly: 2014
- Coppa della Confederazione CAF: 1

Al-Ahly: 2014